# Nam-gu, Busan
Khu Nam là một khu trực thuộc thành phố Busan, Hàn Quốc. Khu này có diện tích 25,91 km² với dân số khoảng 230.000 người.
Khu Nam trở thành một khu của Busan vào năm 1975. Năm 1995, một phần của khu Nam tách ra thành lập khu Suyeong.